# Fußball-Club Gelsenkirchen-Schalke 04 1962-1963
Questa voce raccoglie le informazioni riguardanti il Fußball-Club Gelsenkirchen-Schalke 04 nelle competizioni ufficiali della stagione 1962-1963.

## Stagione
Nella stagione 1962-1963 il Schalke, allenato da Georg Gawliczek, concluse il campionato di Oberliga ovest al 6º posto. Fu ammesso alla Bundesliga 1963-1964.

## Rosa
| N. |                     | Ruolo | Calciatore          |
| -- | ------------------- | ----- | ------------------- |
|    | Germania (bandiera) | P     | Josef Broden        |
|    | Germania (bandiera) | P     | Horst Mühlmann      |
|    | Germania (bandiera) | P     | Klaus Schonz        |
|    | Germania (bandiera) | D     | Hans-Jürgen Becher  |
|    | Germania (bandiera) | D     | Hans Nowak          |
|    | Germania (bandiera) | D     | Egon Rama           |
|    | Germania (bandiera) | D     | Friedel Rausch      |
|    | Germania (bandiera) | D     | Willi Schulz        |
|    | Germania (bandiera) | C     | Karl-Heinz Bechmann |
|    | Germania (bandiera) | C     | Manfred Berz        |
|    | Germania (bandiera) | C     | Egon Horst          |

| N. |                     | Ruolo | Calciatore        |
| -- | ------------------- | ----- | ----------------- |
|    | Germania (bandiera) | C     | Günter Karnhof    |
|    | Germania (bandiera) | A     | Waldemar Gerhardt |
|    | Germania (bandiera) | A     | Werner Ipta       |
|    | Germania (bandiera) | A     | Berni Klodt       |
|    | Germania (bandiera) | A     | Willi Koslowski   |
|    | Germania (bandiera) | A     | Willi Kraus       |
|    | Germania (bandiera) | A     | Manfred Kreuz     |
|    | Germania (bandiera) | A     | Stan Libuda       |
|    | Germania (bandiera) | A     | Walter Rodekamp   |
|    | Germania (bandiera) | A     | Günter Siebert    |

## Organigramma societario
Area tecnica
- Allenatore: Georg Gawliczek
- Allenatore in seconda:
- Preparatore dei portieri:
- Preparatori atletici:
- Analisi video:

## Calciomercato

### Sessione estiva
| Acquisti | Acquisti       | Acquisti       | Acquisti |
| R.       | Nome           | da             | Modalità |
| -------- | -------------- | -------------- | -------- |
| A        | Willi Kraus    | Schalke 04 U19 |          |
| D        | Friedel Rausch | Duisburg       |          |

| Cessioni | Cessioni      | Cessioni           | Cessioni |
| R.       | Nome          | a                  | Modalità |
| -------- | ------------- | ------------------ | -------- |
| A        | Horst Assmy   | Hessen Kassel      |          |
| D        | Arnold Cramer | STV Horst-Emscher  |          |
| C        | Heinz Kördell | Schwarz-Weiß Essen |          |
| A        | Ernst Kuster  | Hessen Kassel      |          |
| A        | Erich Reimer  | Tasmania Berlino   |          |

## Risultati

### Oberliga ovest

#### Girone di andata
| Arbitro: | Schörnich |

|                    |           |                              |
| Ipta 34’ Kreuz 59’ | Marcatori | 53’ Peters 65’ Klimaschefski |

| Arbitro: | Siepe |

|              |           |                   |
| Trimhold 32’ | Marcatori | 33’, 86’ Gerhardt |

| Arbitro: | Rangosch |

|                                            |           |                                |
| Bechmann 60’ Kreuz 66’ Libuda 74’ Ipta 88’ | Marcatori | 47’ (aut.) Kreuz 81’ Mülhausen |

| Arbitro: | Irmer |

|                                                          |           |                   |
| Pöggeler 29’ Clement 59’ Luttrop 61’ Overdiek 65’ (rig.) | Marcatori | 30’, 76’ Gerhardt |

| Arbitro: | Höfer |

|                                       |           |               |
| Koslowski 26’ Gerhardt 60’ Schulz 68’ | Marcatori | 83’, 88’ Sell |

| Aquisgrana 23 settembre 1962 6ª giornata | Alemannia Aquisgrana | 0 – 0 referto | Schalke 04 | Stadio Tivoli (25 000 spett.)\| Arbitro: \| Pescher \| |
| Arbitro:                                 | Pescher              |               |            |                                                        |

| Arbitro: | Dreuw |

|          |           |                         |
| Ipta 26’ | Marcatori | 1’ Schwinning 19’ Rinas |

| Arbitro: | Hennig |

|          |           |                                     |
| Regh 61’ | Marcatori | 55’ Koslowski 84’ Bechmann 88’ Ipta |

| Arbitro: | Niemeyer |

|                 |           |                     |
| Schulz 64’, 79’ | Marcatori | 84’ Ipta 88’ Rausch |

| Arbitro: | Radermacher |

|                                                     |           |  |
| Kreuz 3’ Koslowski 18’, 65’ Libuda 52’ Bechmann 87’ | Marcatori |  |

| Arbitro: | Hochrath |

|                       |           |                                      |
| Sauer 35’ Paschke 42’ | Marcatori | 11’ Ipta 36’, 68’ Gerhardt 64’ Kreuz |

| Arbitro: | Rangosch |

|                             |           |            |
| Koslowski 8’ Kreuz 15’, 17’ | Marcatori | 65’ Krämer |

| Arbitro: | Heß |

|                                  |           |                 |
| Bechmann 17’ Libuda 28’ Ipta 68’ | Marcatori | 55’ Pohlschmidt |

| Arbitro: | Hense |

|                                                       |           |                                                  |
| Schult 3’, 39’ Kremer 28’ Rühl 36’, 89’ Matischak 81’ | Marcatori | 12’ Libuda 45’ Becher 46’ Koslowski 56’ Bechmann |

| Arbitro: | Epping |

|           |           |           |
| Nowak 51’ | Marcatori | 65’ Wosab |

#### Girone di ritorno
| Leverkusen 17 marzo 1963 16ª giornata | Bayer Leverkusen | 0 – 0 referto | Schalke 04 | Ulrich-Haberland-Stadion (20 000 spett.)\| Arbitro: \| Hense \| |
| Arbitro:                              | Hense            |               |            |                                                                 |

| Arbitro: | Wieser |

|                          |           |                 |
| Libuda 59’, 82’ Berz 88’ | Marcatori | 13’, 30’ Rummel |

| Arbitro: | Baumgärtel |

|              |           |                         |
| Gerhardt 19’ | Marcatori | 1’ Pöggeler 43’ Clement |

| Arbitro: | Schmidt |

|                            |           |               |
| Kösling 29’ Schwinning 35’ | Marcatori | 8’, 72’ Kreuz |

| Arbitro: | Pescher |

|  |           |             |
|  | Marcatori | 82’ Schäfer |

| Arbitro: | Dreuw |

|           |           |               |
| Becher 8’ | Marcatori | 35’ Barwenzik |

| Arbitro: | Eschweiler |

|                                                              |           |  |
| Koslowski 13’ Libuda 30’, 31’ Gerhardt 57’, 62’ Bechmann 75’ | Marcatori |  |

| Arbitro: | Hochrath |

|                            |           |              |
| Danzberg 72’ Walenciak 76’ | Marcatori | 59’ Gerhardt |

| Arbitro: | Schleißner |

|  |           |                        |
|  | Marcatori | 24’ Gerhardt 27’ Kreuz |

| Arbitro: | Radermacher |

|                         |           |                       |
| Laumen 47’ Schommen 90’ | Marcatori | 25’ Gerhardt 49’ Ipta |

| Arbitro: | Buschhorn |

|            |           |  |
| Peters 89’ | Marcatori |  |

| Arbitro: | Schörnich |

|                               |           |  |
| Koslowski 4’ (rig.) Nowak 12’ | Marcatori |  |

| Arbitro: | Schörnich |

|                       |           |                   |
| Kreuz 7’ Gerhardt 65’ | Marcatori | 67’ (rig.) Breuer |

| Arbitro: | Fork |

|           |           |  |
| Wosab 84’ | Marcatori |  |

| Arbitro: | Niemeyer |

|             |           |           |
| Volberg 51’ | Marcatori | 45’ Nowak |

## Statistiche

### Statistiche di squadra
| Competizione   | Punti | In casa | In casa | In casa | In casa | In casa | In casa | In trasferta | In trasferta | In trasferta | In trasferta | In trasferta | In trasferta | Totale | Totale | Totale | Totale | Totale | Totale | DR  |
| Competizione   | Punti | G       | V       | N       | P       | Gf      | Gs      | G            | V            | N            | P            | Gf           | Gs           | G      | V      | N      | P      | Gf     | Gs     | DR  |
| -------------- | ----- | ------- | ------- | ------- | ------- | ------- | ------- | ------------ | ------------ | ------------ | ------------ | ------------ | ------------ | ------ | ------ | ------ | ------ | ------ | ------ | --- |
| Oberliga ovest | 35    | 15      | 9       | 3       | 3       | 37      | 18      | 15           | 4            | 6            | 5            | 25           | 25           | 30     | 13     | 9      | 8      | 62     | 43     | +19 |
| Totale         | 35    | 15      | 9       | 3       | 3       | 37      | 18      | 15           | 4            | 6            | 5            | 25           | 25           | 30     | 13     | 9      | 8      | 62     | 43     | +19 |

### Andamento in campionato
| Giornata  | 1 | 2 | 3 | 4 | 5 | 6 | 7 | 8 | 9 | 10 | 11 | 12 | 13 | 14 | 15 | 16 | 17 | 18 | 19 | 20 | 21 | 22 | 23 | 24 | 25 | 26 | 27 | 28 | 29 | 30 |
| --------- | - | - | - | - | - | - | - | - | - | -- | -- | -- | -- | -- | -- | -- | -- | -- | -- | -- | -- | -- | -- | -- | -- | -- | -- | -- | -- | -- |
| Luogo     | C | T | C | T | C | T | C | T | T | C  | T  | C  | C  | T  | C  | T  | C  | C  | T  | C  | C  | C  | T  | T  | T  | T  | C  | C  | T  | T  |
| Risultato | N | V | V | P | V | N | P | V | N | V  | V  | V  | V  | P  | N  | N  | V  | P  | N  | P  | N  | V  | P  | V  | N  | P  | V  | V  | P  | N  |
| Posizione | 7 | 5 | 4 | 7 | 3 | 6 | 7 | 6 | 5 | 2  | 2  | 2  | 2  | 2  | 3  | 4  | 4  | 4  | 4  | 4  | 4  | 4  | 5  | 5  | 5  | 6  | 6  | 5  | 6  | 6  |

Legenda:

Luogo: C = Casa; T = Trasferta. Risultato: V = Vittoria; N = Pareggio; P = Sconfitta.

### Statistiche dei giocatori
| Giocatore    | Oberliga ovest | Oberliga ovest | Oberliga ovest | Oberliga ovest | Coppa di Germania | Coppa di Germania | Coppa di Germania | Coppa di Germania | Totale   | Totale | Totale      | Totale     |
| Giocatore    | Presenze       | Reti           | Ammonizioni    | Espulsioni     | Presenze          | Reti              | Ammonizioni       | Espulsioni        | Presenze | Reti   | Ammonizioni | Espulsioni |
| ------------ | -------------- | -------------- | -------------- | -------------- | ----------------- | ----------------- | ----------------- | ----------------- | -------- | ------ | ----------- | ---------- |
| H. Becher    | 24             | 2              | 0              | 0              | 1                 | 0                 | 0                 | 0                 | 25       | 2      | 0           | 0          |
| K. Bechmann  | 20             | 6              | 0              | 0              | 0                 | 0                 | 0                 | 0                 | 20       | 6      | 0           | 0          |
| M. Berz      | 8              | 1              | 0              | 0              | 1                 | 0                 | 0                 | 0                 | 9        | 1      | 0           | 0          |
| J. Broden    | 1              | 0              | 0              | 0              | 0                 | 0                 | 0                 | 0                 | 1        | 0      | 0           | 0          |
| W. Gerhardt  | 28             | 14             | 0              | 0              | 1                 | 0                 | 0                 | 0                 | 29       | 14     | 0           | 0          |
| G. Herrmann  | 0              | 0              | 0              | 0              | 0                 | 0                 | 0                 | 0                 | 0        | 0      | 0           | 0          |
| E. Horst     | 30             | 0              | 0              | 0              | 1                 | 0                 | 0                 | 0                 | 31       | 0      | 0           | 0          |
| W. Ipta      | 22             | 8              | 0              | 0              | 0                 | 0                 | 0                 | 0                 | 22       | 8      | 0           | 0          |
| G. Karnhof   | 7              | 0              | 0              | 0              | 0                 | 0                 | 0                 | 0                 | 7        | 0      | 0           | 0          |
| U. Kleina    | 0              | 0              | 0              | 0              | 0                 | 0                 | 0                 | 0                 | 0        | 0      | 0           | 0          |
| B. Klodt     | 0              | 0              | 0              | 0              | 0                 | 0                 | 0                 | 0                 | 0        | 0      | 0           | 0          |
| H. Klose     | 0              | 0              | 0              | 0              | 0                 | 0                 | 0                 | 0                 | 0        | 0      | 0           | 0          |
| W. Koslowski | 29             | 8              | 0              | 0              | 1                 | 1                 | 0                 | 0                 | 30       | 9      | 0           | 0          |
| W. Kraus     | 1              | 0              | 0              | 0              | 0                 | 0                 | 0                 | 0                 | 1        | 0      | 0           | 0          |
| M. Kreuz     | 27             | 10             | 0              | 0              | 1                 | 0                 | 0                 | 0                 | 28       | 10     | 0           | 0          |
| H. Lambert   | 0              | 0              | 0              | 0              | 0                 | 0                 | 0                 | 0                 | 0        | 0      | 0           | 0          |
| S. Libuda    | 25             | 8              | 0              | 0              | 1                 | 1                 | 0                 | 0                 | 26       | 9      | 0           | 0          |
| K. Matischak | 0              | 0              | 0              | 0              | 1                 | 0                 | 0                 | 0                 | 1        | 0      | 0           | 0          |
| H. Mühlmann  | 27             | 0              | 0              | 0              | 1                 | 0                 | 0                 | 0                 | 28       | 0      | 0           | 0          |
| H. Nowak     | 25             | 3              | 0              | 0              | 1                 | 0                 | 0                 | 0                 | 26       | 3      | 0           | 0          |
| E. Rama      | 0              | 0              | 0              | 0              | 0                 | 0                 | 0                 | 0                 | 0        | 0      | 0           | 0          |
| F. Rausch    | 25             | 1              | 0              | 0              | 0                 | 0                 | 0                 | 0                 | 25       | 1      | 0           | 0          |
| W. Rodekamp  | 3              | 0              | 0              | 0              | 0                 | 0                 | 0                 | 0                 | 3        | 0      | 0           | 0          |
| K. Schonz    | 2              | 0              | 0              | 0              | 0                 | 0                 | 0                 | 0                 | 2        | 0      | 0           | 0          |
| W. Schulz    | 26             | 1              | 0              | 0              | 1                 | 0                 | 0                 | 0                 | 27       | 1      | 0           | 0          |
| G. Siebert   | 0              | 0              | 0              | 0              | 0                 | 0                 | 0                 | 0                 | 0        | 0      | 0           | 0          |